# Jochen Wambach
Jochen Wambach (* 7. Juli 1950 in Wittlich) ist ein deutscher theoretischer Kernphysiker. Seit 1996 ist er Professor am Institut für Kernphysik der Technischen Universität Darmstadt. Er beschäftigt sich vor allem mit theoretischer Kern- und Hadronenphysik.
Wambach studierte Physik an der Universität Bonn. 1976 schloss er das Studium als Diplom-Physiker ab. Später dissertierte er ebenda. Er trat 1996 als Nachfolger von Friedrich Beck seine Professur an der TU Darmstadt an.
Wambach wurde 2003 Fellow der American Physical Society. Im Jahr 2015 wurde er „in Anerkennung seiner internationalen Forschung und seiner ununterbrochenen Beiträge zur europäischen Wissenschaft“ in die Academia Europaea aufgenommen.
Seit 2007 ist Redakteur des European Journal of Physics A und der Physical Review Letters.
Jochen Wambach war von 2016 bis 2020 Direktor von ECT*, the European Centre for Theoretical Studies in Nuclear Physics and Related Areas in Trient (Italy).